# Michał Lauer
Michał Lauer (ur. 13 kwietnia 1892 Gródku Jagiellońskim, zm. 29 sierpnia 1962) – kapitan piechoty Wojska Polskiego, kawaler Orderu Virtuti Militari, inwalida wojenny.

## Życiorys
Urodził się 13 kwietnia 1892 w Gródku Jagiellońskim.
W czasie I wojny światowej walczył w szeregach cesarskiej i królewskiej Armii. Jego oddziałem macierzystym był Pułk Piechoty Nr 9. Na stopień porucznika rezerwy (niem. Leutnant in der Reserve) został mianowany ze starszeństwem z 1 lutego 1917.
W styczniu 1919 jako podporucznik 2 batalionu strzelców był chory. W szeregach I batalionu 2 pułku strzelców podhalańskich uczestniczył w wojnie polsko-bolszewickiej. 
19 lutego 1921 został zatwierdzony z dniem 1 kwietnia 1920 w stopniu porucznika, w piechocie, w grupie oficerów byłej armii austro-węgierskiej. 1 czerwca 1921 przebywał w Wojskowym Sanatorium w Zakopanem, a jego oddziałem macierzystym był 2 pułk strzelców podhalańskich. 3 maja 1922 został zweryfikowany w stopniu kapitana ze starszeństwem od 1 czerwca 1919 i 1720. lokatą w korpusie oficerów piechoty. Później został przeniesiony do 3 pułku strzelców podhalańskich w Bielsku. W 1928 był już w stanie spoczynku. W 1934 jako oficer stanu spoczynku pozostawał na ewidencji Powiatowej Komendy Uzupełnień Kraków Miasto. Posiadał przydział do Oficerskiej Kadry Okręgowej Nr V. Był wówczas „w dyspozycji dowódcy Okręgu Korpusu Nr V”. 
Mieszkał przy ul. Krupówki 3 w Zakopanem, a później w Lubieniu. Zmarł w 1962 i został pochowany na cmentarzu przy ul. Nowotarskiej w Zakopanem

## Ordery i odznaczenia
- Krzyż Srebrny Orderu Wojskowego Virtuti Militari nr 4996[13][14][15]
- Krzyż Walecznych[16]

7 października 1935 Komitet Krzyża i Medalu Niepodległości odrzucił wniosek o nadanie mu tego odznaczenia „z powodu braku pracy niepodległościowej”.